# 다나카촌 (가가와현)
다나카촌(일본어: 田中村)은 일본 가가와현 기타군에 설치되었던 촌이다. 

## 역사
- 1890년 2월 15일 - 정촌제가 시행에 수반해, 미키군 다나카촌(일본어: 田中村), 아사쿠라촌(일본어: 朝倉村), 고미노촌(일본어: 小蓑村)이 합병해 다나카촌되었다.
- 1899년 4월 1일 - 미키군이  야마다군과 합병해, 기타군이 되었다.
- 1952년 1월 1일 - 히카미촌의 일부가 다나카촌으로 편입되었다.
- 1954년 10월 1일 - 히라이정, 가미야마촌, 히카미촌, 시모타카오카촌과 합병해, 미키정이 성립, 동일 다나카촌은 폐지되었다.

## 참고 문헌
- 角川日本地名大辞典編纂委員会, 『角川日本地名大辞典 43 香川県』, 1985, 角川書店
- 大日本篤農家名鑑編纂所 編『大日本篤農家名鑑』 第1冊、大日本篤農家名鑑編纂所、東京市芝区、1910年5月12日。doi:10.11501/782783。 NCID BA65874002。OCLC 672541642。
- 香川県教育会木田郡部会郡誌編纂部 編『木田郡誌』香川県教育会木田郡部会、高松市、1940年1月5日。doi:10.11501/1684817。 NCID BA44706440。OCLC 835722324。
- 四国新聞社 編『香川年鑑』 昭和29年、四国新聞社、高松市、1953年10月20日。doi:10.11501/2940066。 NCID BB10788678。OCLC 673819408。
- 三木町 編『三木町史』三木町史編集委員会、木田郡三木町、1965年3月8日。doi:10.11501/3009154。 NCID BN13499423。OCLC 1021041266。